# 松丸奨
松丸 奨（まつまる すすむ、1983年 - ）は、日本の管理栄養士。千葉県生まれ。

## 人物・来歴
専門学校卒業後、栄養士として千葉県内の市立病院に勤務。2008年より東京都文京区の小学校で学校栄養士として勤務。給食の献立作成や調理指導、食育の授業などを行っている。
文京区立青柳小学校在籍の2013年に、実際に提供されている給食の美味しさなどを競う「全国学校給食甲子園」（第8回・応募総数2266校）で優勝。
フジテレビ系ドラマ『Chef〜三ツ星の給食〜』（2016年）で給食の監修・調理指導を担当。日本テレビ系『世界一受けたい授業』をはじめ、メディア出演、著書も多数。

## 受賞
- 第8回「全国学校給食甲子園」（2013年）優勝（東京都初、男性学校栄養士初）[3]
- 第9回「全国学校給食甲子園」（2014年）準優勝[4]

## 主なメディア出演

### テレビ
- 若大将のゆうゆう散歩（2015年8月26日、テレビ朝日）[5]
- 世界一受けたい授業（2016年3月19日、日本テレビ）[6]
- おかずのクッキング（2016年3月19日、テレビ朝日）[7]
- TVシンポジウム「和食文化が子どもの未来をひらく」（2017年1月14日、NHK Eテレ）[8]
- あさチャン!（2018年8月30日、TBS）[9]
- 日本人の3割しか知らないこと くりぃむしちゅーのハナタカ!優越館（2020年8月27日、テレビ朝日）[10]
- ホンマでっか!?TV（2020年10月21日、2023年10月4日、フジテレビ）[11][12]
- すイエんサー（2022年4月10日、NHK Eテレ）[13]
- 報道ライブ インサイドOUT（2022年10月14日、BS11）[14]
- KinKi Kidsのブンブブーン（2023年5月22日、フジテレビ）[15]
- ニュースLIVE!ゆう5時（2023年6月12日、NHK総合）[16]
- Nスタ（2024年1月15日、TBS）[17]
- ZIP!（2024年1月18日、日本テレビ）[18]

### インターネット番組
- ABEMA Prime（2022年10月17日、2024年2月13日、ABEMA）[19][20]

### ラジオ
- トーキング・ウィズ・松尾堂（2022年7月10日、NHK-FM）[21]
- 安住紳一郎の日曜天国（2022年7月31日、2024年1月14日、TBSラジオ）[22][23]
- ふんわり」（2023年11月20日、NHKラジオ第1）[24]
- レコレール（2024年1月24日、TOKYO FM）[25]

### その他
- 朝日小学生新聞「朝日おかあさん新聞」（2019年8月）[26]

### 監修
- テレビドラマ「月読くんの禁断お夜食」（2023年、テレビ朝日） - 栄養監修[27]
- テレビドラマ「Chef〜三ツ星の給食〜」（2016年、フジテレビ） - 給食監修指導[28]
- 明治 WEBサイト「明治の食育 おしえて子どもの食の悩みQ&A」
- 水産庁 プライドフィッシュプロジェクト「給食王子が教える！カンタンお魚レシピ」（2019年 - ）
- ベネッセコーポレーション ベネッセ中学講座ミライ科　「松丸奨の給食たべまSHOW!（全6回）」（2023年9月 - 2024年2月）

### 連載
- ヨミドクター（2015年 - 2023年、読売新聞）「松丸奨の「おとなの給食アレンジレシピ」」
- 安全と健康（中央労働災害防止協会、月刊誌）「懐かしの給食レシピ」（2021年、2024年）[29]

## 著書
- 日本一の給食レシピ　子どもがすくすく育つ（2014年9月、講談社）
- 子どもがよろこぶ　野菜のおかずスープ（2016年2月、世界文化社）
- ママと子の「ごはんの悩み」がなくなる本（2017年5月、サンマーク出版）
- 媽媽，今天吃什麼？（2018年10月、幸福文化）[30]
- そうだったのか！給食クイズ100（フレーベル館）
  - ①栄養・献立・食材編（2019年10月）
  - ②給食にかかわる人編（2019年12月）
  - ③日本の給食・世界の給食編（2020年2月）
- 日本一の給食メシ（2019年2月、光文社新書）
- 給食の謎 日本人の食生活の礎を探る（2023年11月、幻冬舎新書）
- 給食が教えてくれたこと「最高の献立」を作る、ぼくは学校栄養士（2023年7月、くもん出版）